# كلارنس هارمون
كلارنس هارمون (بالإنجليزية: Clarence Harmon) هو سياسي أمريكي، ولد في 1940 في سانت لويس في الولايات المتحدة. حزبياً، نشط في الحزب الديمقراطي. وقد انتخب رئيس الشرطة.